# بلبل أحمر العجز
بلبل أحمر العجز أو بلبل أحمر الوجنة (الاسم العلمي: Pycnonotus jocosus) (بالإنجليزية: Red-whiskered Bulbul)‏ هو نوع من الطيور يتبع جنس البلبل من فصيلة البلابل. وهو بلبل مقيم ويتكاثر في المناطق الاستوائية في جنوب آسيا من الهند وسيرلنكا وجنوب غرب الصين تم ادخاله إلى بعض المناطق ومنها الجزيرة العربية وثم انتشرت في المناطق مختلفة من الشرق الأوسط وجنوب إيران. تضع اعشاشها على الشجيرات الصحراوية، ويوجد في الغابات المفتوحة والأراضي الخصبة.

## المشخصات
الطول تقريبا 20سم، مع الذيل، الأجزاء العلوية لونها بني، اسود، الصدر بني أو اسود وباقي الأجزاء السفلية لونها أبيض ماعدا منطقة العجز حمراء اللون، نهاية اطراف الذيل لونها أبيض، الرأس والعرف الصغير لونهما أسود، لايوجد فرق بالشكل بين الذكر والانثى.

## التكاثر
تضع الأنثى من 2 إلى 3 بيضات تقريباً وتفقس بعد أسبوع.

## التغذية
تتغذى على الثمار والحبوب والحشرات.